# Schneider&Oechsler International
Schneider&Oechsler International este o companie germană producătoare de motoare electrice de mici dimensiuni, diferite subansamble și cablaje electrice, precum și mase plastice injectate.
Compania "Schneider&Oechsler International" a fost înființată de firmele germane „A&Th Schneider“ și "Oechsler", la începutul anului 2006.
„Schneider“ produce subansamble, cabluri și materiale plastice pentru domeniul auto, comunicații și tehnică medicală și are deschise unități în Germania și Cehia.
De asemenea, "Oechsler" este implicată tot în producția de componente și subansamble, în special din material plastic.

## Schneider&Oechsler în România
Compania deține o fabrică în Zona Industrială din orașul arădean Lipova unde produce cablaje și subansamble auto din 2007.